# Ali Meshkini
Ali Akbar Feyz Aleni (in persiano علی‌ مشکینی‎) (Meshgin Shahr, 2 dicembre 1921 – Teheran, 30 luglio 2007) è stato un politico iraniano.

## Biografia
Nato in una famiglia clericale della provincia di Ardabil, ha studiato teologia nel seminario di Qom con Khomeini. Fu fortemente coinvolto nella stesura della legislazione sulla riforma agraria dopo la rivoluzione e prestò servizio nel Comitato Centrale dell'Associazione dei Chierici Militanti.
Ha servito per 27 anni (dal 1980 al 2007) come presidente dell'Assemblea degli Esperti.